# Сребрист пагел
Сребрист пагел (Pagellus acarne) е вид бодлоперка от семейство Sparidae. Видът не е застрашен от изчезване.

## Разпространение и местообитание
Разпространен е в Албания, Алжир, Босна и Херцеговина, Великобритания, Гибралтар, Гърция, Дания, Египет, Западна Сахара, Израел, Испания, Италия, Кабо Верде, Кипър, Либерия, Либия, Ливан, Мавритания, Малта, Мароко, Монако, Нигерия, Португалия, Сенегал, Сирия, Словения, Тунис, Турция, Франция, Хърватия, Черна гора и Швеция.
Среща се на дълбочина от 29 до 270 m, при температура на водата от 9,8 до 17,6 °C и соленост 35,4 — 38,7 ‰.

## Описание
На дължина достигат до 36 cm.